# Rozette Kats
Rozette Kats (Amsterdam, 27 mei 1942) is  oud-bestuurslid van Stichting Sobibór en gastspreker voor Herinneringscentrum Kamp Westerbork. In 2023 sprak zij de Bondsdag toe bij de Duitse herdenking van de Holocaust.

## Jonge jaren
Rozette Kats is de dochter van het geassimileerde Joodse echtpaar Emanuel Louis Kats (kleermaker) en Henderina Eliasar. In de Tweede Wereldoorlog waren zij als gezin ondergedoken. Toen dat te gevaarlijk werd, werd de acht maanden oude Rozette ondergebracht bij een humanistisch echtpaar dat twee zoontjes verloren had. Haar ouders werden kort daarop verraden en, samen met haar broertje Robert dat in Kamp Westerbork was geboren, in Auschwitz vermoord.
Bij haar pleegouders groeide Rozette op als hun dochter Rita van der Weg. Kort voor haar zesde verjaardag vertelde haar pleegvader dat ze een kind van vermoorde Joodse ouders was. Zij ontwikkelde zich tot een extreem aangepast kind en hervond pas toen ze vijftig was haar eigen identiteit.

## Na de oorlog
Kats werkte als redacteur en als directiesecretaresse, onder meer bij de UvA. In 1994 richtte zij samen met anderen de Vereniging Joodse OorlogsKinderen op, in 2004 werd zij bestuurslid van Stichting Sobibór. Zij was ruim tien jaar lang de rechterhand van Jules Schelvis.
Op scholen in Nederland en Duitsland geeft zij gastlessen over de Tweede Wereldoorlog. Op 27 januari 2023 sprak zij de Bondsdag toe bij de Duitse herdenking van de Holocaust, en vroeg daar aandacht voor de homoseksuelen die in de oorlog zijn vermoord. Zelf leefde ze lang een dubbelleven, omdat ze een geruststellend bedoelde uitspraak van haar pleegvader op haar zesde begrepen had als een spreekverbod over wat hij over haar herkomst verteld had. Hierdoor kon zij zich inleven in het lot van seksuele minderheden tijdens en na het bewind van de nationaalsocialisten. Op 30 april 2023 werd zij geïnterviewd voor het tv-programma Buitenhof.

## Familie
Rozette Kats was getrouwd met Alfred Raoul van Dam (1928-1990), leraar Nederlands en voordrachtskunstenaar. Zij is de moeder van een zoon en zangeres Mirjam van Dam.